# Traced in Air
Traced in Air – drugi album studyjny amerykańskiej grup muzycznej Cynic. Wydawnictwo ukazało się 17 listopada 2008 roku w Europie nakładem wytwórni muzycznej Season of Mist. Z kolei w Stanach Zjednoczonych materiał ukazał się 25 listopada tego samego roku. Nagrania zostały zarejestrowane w Broken Wave Studios w Los Angeles w 2008 roku. 

## Lista utworów
Opracowano na podstawie materiału źródłowego.
| Nr | Tytuł utworu             | Długość |
| -- | ------------------------ | ------- |
| 1. | „Nunc Fluens”            | 2:56    |
| 2. | „The Space for This”     | 5:46    |
| 3. | „Evolutionary Sleeper”   | 3:35    |
| 4. | „Integral Birth”         | 3:53    |
| 5. | „The Unknown Guest”      | 4:13    |
| 6. | „Adam's Murmur”          | 3:29    |
| 7. | „King of Those Who Know” | 6:09    |
| 8. | „Nunc Stans”             | 4:13    |
|    |                          | 34:14   |

## Twórcy
Opracowano na podstawie materiału źródłowego.
- Paul Masvidal – wokal prowadzący, gitara elektryczna, produkcja muzyczna
- Sean Reinert – perkusja, produkcja muzyczna
- Sean Malone – gitara basowa, chapman stick
- Tymon Kruidenier – gitara elektryczna, wokal wspierający
- Amy Correia – wokal wspierający
- Robert Venosa – okładka, oprawa graficzna
- Chris Bellman – mastering
- Warren Riker – miksowanie